# Stilbula tadzhika
Stilbula tadzhika är en stekelart som beskrevs av Nikol'skaya 1952. Stilbula tadzhika ingår i släktet Stilbula och familjen Eucharitidae.
Artens utbredningsområde är Tadzjikistan. Inga underarter finns listade i Catalogue of Life.